# ناحیه الکریمیه
ناحیه الکریمیه (به عربی: دائرة الکریمیة) یک ناحیه در الجزایر است که در استان الشلف واقع شده‌است.